# Walluf
Walluf est une commune de Hesse (Allemagne), située dans l'Arrondissement de Rheingau-Taunus, dans le district de Darmstadt. C’est une ville du Rheingau, elle est connue pour ses cultures de vigne.

## Jumelages
- La Londe-les-Maures (France) dans la région de Provence-Alpes-Côte d'Azur.